# Ефимов, Сергей Кириллович
Сергей Кириллович Ефимов (25 сентября 1918, с. Тахтаброд, Константиновская волость, Кокчетавский уезд, Акмолинская область — 6 апреля 1979, с. Арыкбалык, Арыкбалыкский район, Кокчетавская область, Казахская ССР, СССР) — директор Молотовской МТС Кокчетавской области, Казахская ССР. Герой Социалистического Труда (1957).

## Биография
Родился 25 сентября 1918 года в крестьянской семье в селе Тахтаброд Кокчетавского уезда Акмолинской области (ныне — Район имени Габита Мусрепова Северо-Казахстанской области).
После окончания сельскохозяйственного техникума работал с 1938 года агрономом в Арыкбалыкском районе.
Участвовал в Великой Отечественной войне, 104 оиаб. После демобилизации возвратился в Казахстан.
Трудился агрономом, директором Константиновской МТС, участковым инспектором, начальником, председателем сельскохозяйственного планирования Арыкбалыкского районного отдела сельского хозяйства.
С февраля 1955 года — директор Молотовской МТС, вывел это предприятие в число передовых хозяйств. Указом Президиума Верховного Совета СССР от 11 января 1957 года за особо выдающиеся успехи, достигнутые в работе по освоению целинных и залежных земель, и получение высокого урожая удостоен звания Героя Социалистического Труда с вручением ордена Ленина и золотой медали «Серп и Молот».
В 1962—1966 гг. — старший агроном по внедрению передового опыта, в 1966—1974 гг. — главный агроном совхоза «Арыкбалыкский».
Скончался 6 апреля 1979 года, похоронен в селе Арыкбалык.

## Награды
- Герой Социалистического Труда — указом Президиума Верховного Совета СССР от 11 января 1957 года
- Орден Ленина